# Ixora mirabilis
Ixora mirabilis är en måreväxtart som beskrevs av Cornelis Eliza Bertus Bremekamp. Ixora mirabilis ingår i släktet Ixora och familjen måreväxter. Inga underarter finns listade i Catalogue of Life.